# نتق وأخدود

صورة مأخوذة من الماسح الجيولوجي الأمريكي

في مجال الجيولوجيا، يشير مصطلحا النتق والأخدود إلى المناطق التي تقع بين الصدوع الطبيعية وتكون إما أعلى أو أقل من منطقة ما وراء الصدوع. ويمثل النتق (هضبة اندفاعية بين انكسارين متوازيين) كتلة تم دفعها إلى أعلى بواسطة الصدوع، في حين أن الأخدود هو كتلة انخفضت بسبب الصدوع. وعادة ما يُمثَّل النتق من خلال المناطق المنخفضة مثل الصدوع والوديان النهرية، في حين أن الأخاديد تمثل التلال التي تقع بين/على أحد جانبي هذه الوديان.
وتُعتبر منطقة كوندروز وآردن في والونيا من الأمثلة الجيدة لتتابع مناطق النتوق والأخاديد.